# Jan Teeuw
Floris Jan Teeuw (Bergschenhoek, 24 juni 1949) is een Nederlands organist.

## Loopbaan
Teeuw kreeg zijn eerste muzieklessen bij Lieuwe Eringa. Hierna vervolgde hij zijn studie bij Jan J. v.d. Berg, Piet van Egmond, Hildebrand Otto en George Stam.
Willem Tanke en Theo Teunissen leidden hem op voor het examen Docerend Musicus.
Teeuw werd in 1968 aangesteld tot organist van de Oosterkapel in Rotterdam-Kralingen en was daarnaast ook plaatsvervangend organist van de Hoflaankerk. In 1973 volgde zijn benoeming tot de Putsepleinkerk in Rotterdam-Zuid. Na de sluiting van deze kerk in 1980 werd hij organist van de gereformeerde kerk De Ark in Berkel en Rodenrijs tot 2014. Van 2014 tot 2022 bespeelde hij  het Meere orgel in de PKN te Benschop. In diezelfde periode van 1968-1989 was hij ook organist van de Dorpskerk in Bleiswijk, de Oude Kerk in Zwijndrecht en het Eudokiaziekenhuis in Rotterdam. Van 1989-2024 was hij organist van de Grote Kerk in Rotterdam-Overschie. Vanaf 2024 tot heden bespeelt hij met regelmaat het v.d. Kam orgel (1870) in de Dorpskerk Poortugaal, en het Verschueren orgel in de N.H. Kerk te Bergschenhoek.
Teeuw begeleidt ook zang- en welkomstdiensten in de Doopsgezinde kerk in Ouddorp. Van 1997 tot 2014 was hij vaste begeleider van het Christelijk Gemengd Koor "Song of Praise" in Rotterdam en het amateur-ensemble Musica Sororum. Tevens speelt ook bij rouw- en trouwdiensten en is muziekdocent op muziekscholen in de gemeente Lansingerland. Daarnaast geeft hij vele concerten in Nederland en diverse Europese landen.
In het Duitse Kloster Neuendorf, bij Gardelegen (Saksen-Anhalt), ondersteunde Teeuw de aanschaf van een nieuw kerkorgel. Na de plaatsing van het orgel in 1988 was hij er regelmatig te gast voor het geven van uitvoeringen.
Uit zijn privéles-praktijk ontstond rond 1987 de Streekmuziekschool Bergschenhoek, die na een aantal jaren onderdak vond in het gerenoveerde polderhuis in Bergschenhoek. Deze muziekschool groeide uit tot een regionale muziekschool en had dependances in Berkel en Rodenrijs en Bleiswijk. Teeuw had de dagelijkse leiding over de muziekschool.
Hij werd in april 2003 benoemd tot Ridder in de Orde van Oranje-Nassau. Tot 2006 was hij aan de muziekschool verbonden. Daarnaast organiseert hij themareizen door Europa, waaronder de Luther-reis, de Bach-reis, de Bonhoeffer-reis en de Calvijn-reis. Zo maakte hij samen met Arjan Huizer, Jan van Seters, Fryda Huizer en Liesbeth Keijzer een reis naar Brussel en in 2011 ook naar Parijs, waar het duo in laatstgenoemde stad in de Amerikaanse kerk speelde.
Op 13 oktober 2013 werd zijn 45-jarig jubileum gevierd in de Grote Kerk in Rotterdam-Overschie, in 2018 gevolgd door zijn 50-jarig jubileum.

## Discografie
- Populair Klassieke Meesterwerken
- Een woord voor de wereld
- Jan Teeuw 45 jaar organist
- Musica Sororum i.s.m. Wilbert Magré
- Advent-kerstzangdienst[9]

## Publicaties
- 2019 - Vanaf de orgelbank bekeken[10]
- 2019 - Noten met hart en ziel in alle toonaarden